# 庶路炭鉱
庶路炭鉱（しょろたんこう）は、北海道白糠郡白糠町に存在した釧路炭田の炭鉱。庶路川支流のチプタナイ沢の中流域に位置した鉱山である。
本格的な開発は昭和10年代以降に明治鉱業によって進められ、1938年（昭和13年）に庶路の鉱区を買収して庶路炭鉱とし、さらに本岐炭鉱も買収して明治鉱業の庶路・本岐炭鉱となった。1962年（昭和37年）に本岐坑は再び分離され本岐鉱山となった。

## 歴史

### 開発
庶路炭鉱付近での炭層の発見年代は明らかでないが、1857年（安政4年）に白糠町石炭岬（新白糠炭鉱付近）に江戸幕府が函館奉行白糠出所を置いて石炭を採掘したことが釧路炭田開発の発端とされる。
採掘権を登録した採炭は大正初期に始まったが、狸掘り式の小炭鉱で、その後も幾多の鉱業権者の変遷があったが不良炭層を対象としていたため発展はみられなかった。昭和に入り、明治鉱業が本格的な炭層調査を行って開発が進められた。

### 沿革

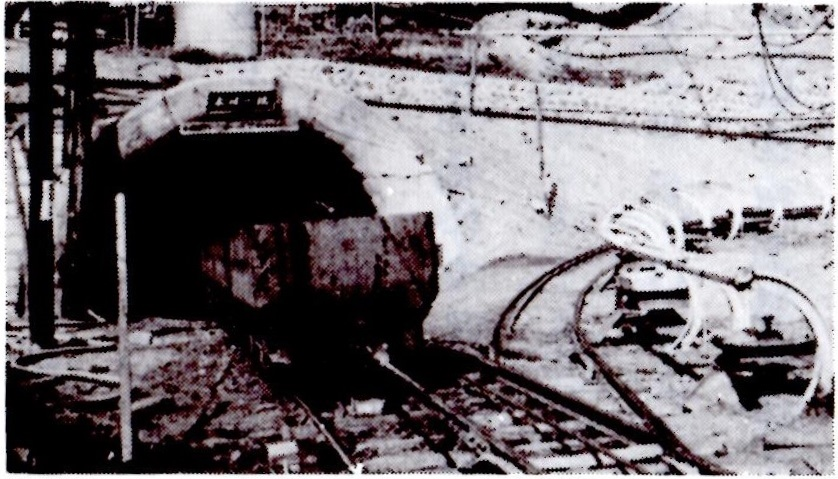
炭鉱斜坑入口

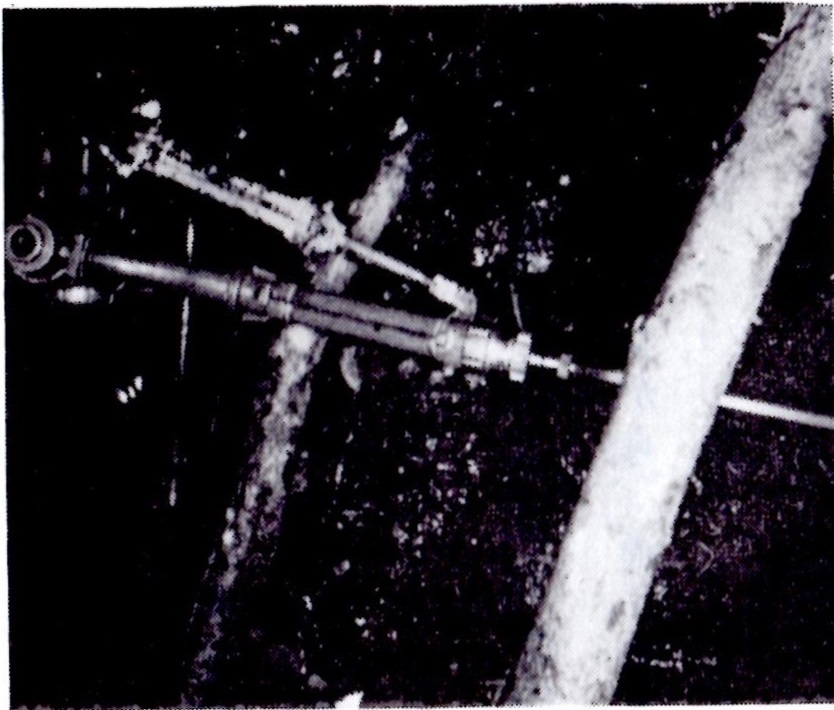
水圧式での採炭

- 1937年（昭和12年）：明治鉱業が本格的な炭層調査を開始し、9月にチプタナイ沢で炭層を発見[1]。
- 1938年（昭和13年）：庶路で鉱区を買収[2]。
- 1939年（昭和14年）：5月に明治鉱業が庶路1坑を開坑[1]。
- 1940年（昭和15年）：5月に本卸坑道が着炭[1]。
- 1943年（昭和18年）：庶路と本岐の両鉱で16万トンを生産[2]。
- 1960年（昭和35年）：大規模なガス爆発が発生、死亡者18名、重傷者7名をだした。当時、釧路炭田は石炭層が厚いためガス爆発は少なく発生しにくい中での事故であった。[要出典]
- 1963年（昭和38年）：最大出炭の35.2万tを出炭した[2]。
- 1964年 (昭和39年) ：地元住民による反対活動があったものの同年1月31日、労働組合の全体大会において決議され、閉山となった[3]。

なお、庶路本岐炭鉱のうち本岐坑については1962年（昭和37年）に分離され、再び本岐鉱山となり、1969年（昭和44年）に閉山した。

### 閉山後
庶路炭鉱の閉山に伴い、北海道電力が進めていた、釧路火力発電所建設計画が中止となった。その後、釧路西港の後背地として、白糠町コイトイ付近にて、石炭工業合理化事業団からの公資金を利用し、釧路白糠工業団地の本格的な造成が始まった。

## 現況
現在は王子ホールディングスの社有林となっており林道が延びている。
なお、庶路・本岐炭鉱跡は許可なく立ち入ることはできない。

## 関連施設
- 関連施設
  - 炭鉱映画館
  - 炭鉱病院
  - 信和集会所

## 参考資料
1. 1 2 3 4 5 6 7 8  鈴木泰輔. “5万分の1地質 図幅説明書 白糠”. 北海道開発庁. 2025年4月8日閲覧。
2. 1 2 3 4 5 6 7  “現場で学ぶ「石炭基礎講座」庶路・本岐炭砿跡を探訪”. 釧路市立博物館. 2025年4月8日閲覧。
3. ↑  "灰色のヤマ～白糠町～". 壇蜜古画 第二章. 27 November 2014.  7分49秒 minutes in. 北海道テレビ放送。 {{cite episode}}: |access-date=を指定する場合、|url=も指定してください。 (説明)
4. ↑  "白糠町産炭史". {{cite episode}}: |series=は必須です。 (説明)